# Menno Huizinga

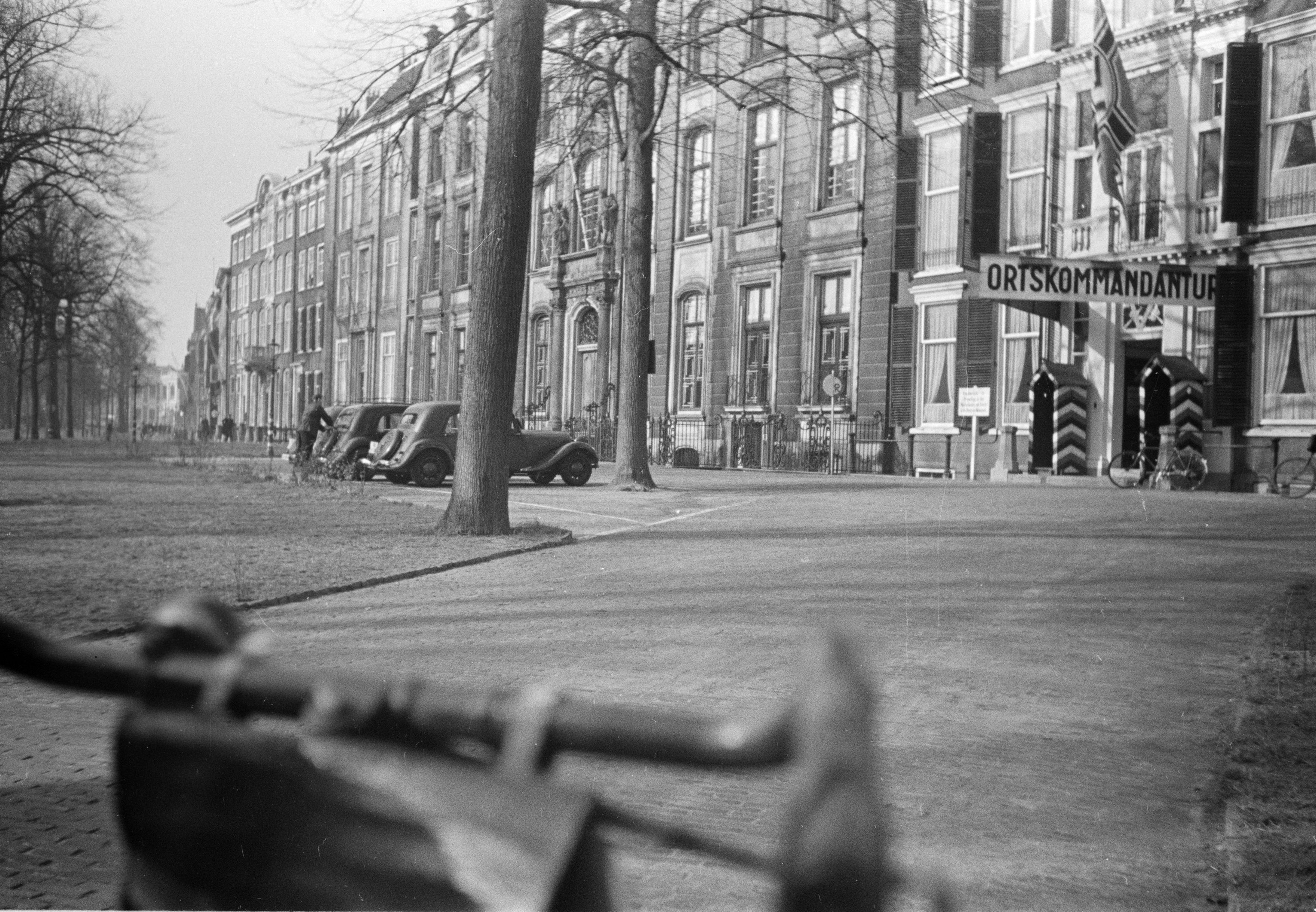
Foto van lid Menno Huizinga, Den Haag (1940-'44). De Ortskommandantur aan het Lange Voorhout. Foto genomen vanaf zijn fiets, met een Leica-camera verstopt in een kaaskistje.

Menno Huizinga (Nes (Ameland), 28 oktober 1907 – Amsterdam, 14 september 1947) was een Nederlandse fotograaf. Hij behoorde in de jaren dertig tot de bekende Nederlandse vakfotografen. In de loop van de bezettingstijd ontwikkelde hij zich van een secuur werkende bedrijfsfotograaf tot een illegale reportagefotograaf, die steeds actuele gebeurtenissen fotografeerde. Hij deed aan verschillende soorten van fotografie, waaronder stadsgezichten, straatfotografie, architectuurfotografie, tabletop-fotografie en reclamefotografie.  Huizinga maakte vanaf oktober 1944 foto's op microfilm voor verzetsgroep Packard. In maart 1945 maakte hij in opdracht een serie over de hongerwinter in Den Haag voor het Plaatselijk Interkerkelijk Bureau 's-Gravenhage en Omstreken. 
Hij werkte in 1926 in Amsterdam, in Den Haag in 1928, maakte een studiereis naar de Verenigde Staten van Amerika in 1929, werkte daar bij een klein fotografisch atelier, The Hughes Company, bezocht ook Baltimore (Maryland) en werkte daar bij een groot bedrijf, Lucas Kanarian in New York.
Huizinga begon een eigen studio voor bedrijfsfotografie, maar sloot dit atelier in 1938. Hij was bedrijfsfotograaf bij Provinciale Geldersche Electriciteits-Maatschappij, Philips en Vliegtuigenfabriek Koolhoven. Bij het bombardement op Rotterdam verloor hij vrijwel al zijn apparatuur.
Hij fotografeerde vanaf 1941 tot 1943 in Amsterdam, Rotterdam, Gouda, Delft, Haarlem en Nijmegen voor de Nederlandse Vereniging voor Luchtbescherming en was in 1942 filmoperateur voor het Nederlandse Rode Kruis. Hij maakte opnamen van de gevolgen van de Duitse bezetting in Den Haag, onder andere voor de verzetsgroep Packard, de gemeente Den Haag en het Plaatselijk Interkerkelijk Bureau 's Gravenhage en Omstreken. In 1945 verhuisde hij naar Amsterdam en trad in dienst bij het Lichtbeelden Instituut.
Uit 1935 is van hem een fotomontage voor een omslag voor het boek De Pantserkrant, uitgegeven bij Nijgh en van Ditmar, bekend.
Hij was vanaf omstreeks 1930 lid van de Nederlandsche Fotografen Patroons Vereeniging (NFPV).
De oorlogsnegatieven van Huizinga zijn nog tijdens zijn leven overgedragen aan het Nederlands Instituut voor Oorlogsdocumentatie (NIOD) te Amsterdam. Zijn overige werk is in beheer bij het Nederlands Fotomuseum.